# Mesão Frio
Mesão Frio (mɨ'zɐ̃ũ fɾiu) è un comune portoghese di 4 926 abitanti situato nel distretto di Vila Real.

## Società

### Evoluzione demografica
| Popolazione di Mesão Frio (1801 – 2004) | Popolazione di Mesão Frio (1801 – 2004) | Popolazione di Mesão Frio (1801 – 2004) | Popolazione di Mesão Frio (1801 – 2004) | Popolazione di Mesão Frio (1801 – 2004) | Popolazione di Mesão Frio (1801 – 2004) | Popolazione di Mesão Frio (1801 – 2004) | Popolazione di Mesão Frio (1801 – 2004) | Popolazione di Mesão Frio (1801 – 2004) |
| --------------------------------------- | --------------------------------------- | --------------------------------------- | --------------------------------------- | --------------------------------------- | --------------------------------------- | --------------------------------------- | --------------------------------------- | --------------------------------------- |
| 1801                                    | 1849                                    | 1900                                    | 1930                                    | 1960                                    | 1981                                    | 1991                                    | 2001                                    | 2004                                    |
| 2856                                    | 5745                                    | 6935                                    | 7576                                    | 7424                                    | 6335                                    | 5519                                    | 4926                                    | 4652                                    |

## Freguesias
- Barqueiros
- Cidadelhe
- Oliveira
- São Nicolau
- Santa Cristina
- Vila Jusã
- Vila Marim